# Херем (Мазендеран)
Херем (перс. خرم) — село в Ірані, у дегестані Челав, в Центральному бахші, шагрестані Амоль остану Мазендеран. За даними перепису 2006 року, його населення становило 49 осіб, що проживали у складі 17 сімей.

## Клімат
Середня річна температура становить 3,17°C, середня максимальна – 18,78°C, а середня мінімальна – -13,04°C. Середня річна кількість опадів – 216 мм.
| Клімат поселення                              | Клімат поселення | Клімат поселення | Клімат поселення | Клімат поселення | Клімат поселення | Клімат поселення | Клімат поселення | Клімат поселення | Клімат поселення | Клімат поселення | Клімат поселення | Клімат поселення | Клімат поселення |
| Показник                                      | Січ.             | Лют.             | Бер.             | Квіт.            | Трав.            | Черв.            | Лип.             | Серп.            | Вер.             | Жовт.            | Лист.            | Груд.            |                  |
| Середній максимум, °C                         | −3,97            | −3,69            | 0,44             | 7,46             | 11,96            | 15,63            | 18,78            | 17,91            | 14,75            | 9,24             | 3,64             | −1,3             |                  |
| Середня температура, °C                       | −8,5             | −8,22            | −4,1             | 2,94             | 7,43             | 11,11            | 14,51            | 13,65            | 10,47            | 4,98             | −0,61            | −5,57            |                  |
| Середній мінімум, °C                          | −13,04           | −12,75           | −8,63            | −1,6             | 2,90             | 6,56             | 10,26            | 9,38             | 6,21             | 0,74             | −4,87            | −9,84            |                  |
| Норма опадів, мм                              | 19               | 24               | 42               | 36               | 33               | 10               | 8                | 4                | 2                | 10               | 12               | 16               |                  |
| Середньомісячна швидкість вітру, м/с          | 1.09             | 1.78             | 2.28             | 2.34             | 1.92             | 1.64             | 1.71             | 1.50             | 1.61             | 1.68             | 1.69             | 1.20             |                  |
| Середньомісячна сонячна радіація, кДж/м²·день | 9498             | 12224            | 14518            | 17899            | 21424            | 25191            | 25265            | 23134            | 20074            | 14840            | 10935            | 9003             |                  |
| --------------------------------------------- | ---------------- | ---------------- | ---------------- | ---------------- | ---------------- | ---------------- | ---------------- | ---------------- | ---------------- | ---------------- | ---------------- | ---------------- | ---------------- |
| Джерело:                                      |                  |                  |                  |                  |                  |                  |                  |                  |                  |                  |                  |                  |                  |